# Luňákovec
Luňákovec je české jméno tří rodů dravců z čeledi jestřábovitých. Spolu s včelojedy tvoří podčeleď Perninae.
Některé další jestřábovité ptáky v češtině nazýváme podobnými jmény luňák a luněc.

## Seznam druhů
- rod Aviceda
  - luňákovec kukačkovitý (Aviceda cuculoide)
  - luňákovec madagaskarský (Aviceda madagascariensis)
  - luňákovec Jerdonův (Aviceda jerdoni)
  - luňákovec lesní (Aviceda subcristata)
  - luňákovec černý (Aviceda leuphotes)
- rod Leptodon
  - luňákovec šedohlavý (Leptodon cayanensis)
  - luňákovec bělokrký (Leptodon forbesi)
- rod Chondrohierax
  - luňákovec hákozobý (Chondrohierax uncinatus)
  - luňákovec kubánský (Chondrohierax wilsonii)